# 鷹宮唯
鷹宮唯（日语：鷹宮ゆい，1996年9月1日—），日本AV女優。所屬事務所是エイトマン。2019年10月改名為「来まえび（くる まえび）」。

## 個人簡歷
出身於大阪府。興趣是讀書和聽音樂。
2017年1月以Alice Japan的專屬女優身分出道，扮演嬌小巨乳的AV女優。
2017年12月以企劃單體女優身分活動。
2019年10月4日宣布轉移事務所並改名為「来まえび（くる まえび）。

## 外部連結
- 来まえび（元 鷹宮ゆい）🌈💕〔公式〕的X（前Twitter）（2017年1月14日 - ）
- 鷹宮ゆい 特設ページ （页面存档备份，存于） - Alice Japan官方網站